# 星崎真紀
星崎 真紀（ほしざき まき、1960年〈昭和35年〉2月24日 - ）は、日本の漫画家。千葉県船橋市出身。

## 来歴
1982年早稲田大学第一文学部卒業。在学中は早稲田大学漫画研究会（いわゆる早大漫研）に所属。
投稿時代についた担当編集者に応募を勧められ『リュカの藍の帽子』で1980年度・第5回白泉社アテナ大賞の「第3席」に入選。
同1980年、第2回「ララ新人まんが賞努力賞」を受賞した『青猫にファンファーレ』が『月刊LaLa』7月号（白泉社）に掲載され漫画家デビュー。以降、『黄昏シティ・グラフィティ』『Drクージョ危機一髪!!』などを連載。
1993年から、「シルキー」（白泉社）で『結婚クッキングブック』『おかあさんの卵』などの女性向けコミックを連載。
1998年から、「YOU」（集英社）に移籍。『ひみつな奥さん』（2006年・2007年・2008年藤原紀香主演でテレビドラマ化）『新ひみつな奥さん』を連載。
2008年より子役と母を題材にした『ステージママの分際で！』連載開始。
2012年に『JOUR』（双葉社）に掲載された『虎蛇とブー子』がシリーズ連載に。
2015年より、引き続き同誌にて住宅リノベーションを題材にした『魔法のリノベ』（2022年波瑠主演でテレビドラマ化）がシリーズ連載化されている（2025年5月時点）。

## 代表作
編集委員会の委員長を石ノ森章太郎が務めた『日本漫画家名鑑500』にて、『黄昏シティ・グラフィティ』・『ライオンは起きている』・『Dr.クージョ危機一髪!!』・『突発☆アマデウス』の4作品の書影を代表作として掲載。
またp.788のほぼ1頁分に当たる作品イラストには、『Dr.クージョ危機一髪!!』第4話「怒濤のメリークリスマス」で、ハンサムな歯科医師クージョがサンタクロース衣装を着用し往診専用車を運転しながら歌っている場面が採用されている（1992時点）。
その他にAmazon Kindleの著書情報で、『結婚クッキングBOOK』・『ひみつな奥さん』・『ステージママの分際で!』・『魔法のリノベ』の4作も代表作として列挙されている（2025年時点）。

## エピソード
- 漫画家デビューしたのは早大在学中だったが、大学卒業後23歳で漫研の先輩と結婚[注 3]。
- 2015年に読み切り作品として発表された『魔法のリノベ』第1話の創作裏話で、2 - 3ヶ月ほど漫画の仕事から離れた頃、自宅でガーデニングを始める為に簡単なテラスを作ろうと業者に相見積もりを取った際に各社の営業プレゼンの違いの面白さにとても惹かれた実体験があり、それをリフォームの知識もなく漫画作品にするかどうか迷っていたら「お客や営業の人物を漫画家として描いてみては？」と夫に背中を押されたと、インタビューで語っている[9]。

## 作品リスト
- 黄昏シティ・グラフィティ 全5巻（白泉社）
- ライオンは起きている 全4巻（白泉社）
- 家鴨たちの分際で!（白泉社）
- ぼくのセロリパセリ（白泉社）
- Drクージョ危機一髪!! 全6巻（白泉社）
- ちびっこTwins（白泉社）
- 突発アマデウス（白泉社）
- 結婚クッキングブック 全5巻（白泉社）
- おかあさんの卵  全2巻（白泉社）
- 南風家族（白泉社）
- みんなそうかしら（ベネッセ）
- ひみつな奥さん 全7巻（集英社）
- 新ひみつな奥さん 全5巻（集英社）
- ステージママの分際で! 全7巻（集英社）
- 虎蛇とブー子　全2巻（双葉社）
- 魔法のリノベ 既刊7巻（2024年11月時点、双葉社）